# Turn of the Screw
Turn of the Screw è un film del 2020 diretto da Alex Galvin e tratto dal romanzo Il giro di vite di Henry James.

## Trama
All'ultimo minuto Julia si ritrova come sostituta di un'altra attrice alla prova generale di una versione teatrale de Il giro di vite di Henry James. Mentre interagisce con gli altri personaggi e la storia diventa sempre più terrificante, Julia inizia a credere che non solo la casa fittizia sia infestata dai fantasmi, ma anche il teatro nel quale sta recitando.

## Riconoscimenti[1]
- 2020 - Another Hole in the Head Genre Film Festival
  - Miglior film straniero
- 2020 - Istanbul Film Awards
  - Best Sound Design Feature Film
  - Best Music Feature Film
- 2020 - Terror in the Bay Film Festival
  - Best Original Score Award